# فالديفيا (لاعب كرة قدم)
فالديفيا (هانغل: 카이케 페헤이라 다 시우바 레이치) هو لاعب كرة قدم كوري جنوبي وبرازيلي في مركز الوسط، ولد في 23 سبتمبر 1992 في ريو دي جانيرو في البرازيل. لعب مع جمعية أرابيراكا الرياضية ونادي سونغنام.

## وصلات خارجية
- فالديفيا (لاعب كرة قدم) على موقع دوري كوريا الجنوبية (الإنجليزية)
- فالديفيا (لاعب كرة قدم) على موقع Soccerway.com (الإنجليزية)